# Codices electronici Confoederationis Helveticae
Codices electronici Confoederationis Helveticae (CeCH) (lat. für Virtuelle Handschriftenbibliothek der Schweiz) ist am 24. März 2006 unter der Ägide der Schweizerischen Akademie der Geistes- und Sozialwissenschaften als Kuratorium gegründet worden. Dieses Organ soll die Digitalisierung der mittelalterlichen Handschriften in der Schweiz und die Nutzung der technischen Möglichkeiten dieser Digitalisierung für die handschriftenorientierte Mittelalterforschung fördern und die Koordination der verschiedenen Projekte gewährleisten. Es hat dafür ein gemeinsames Internet-Portal geschaffen. Darin werden die digitalisierten Handschriften der einzelnen Bibliotheken zusammen mit den wissenschaftlichen Beschreibungen sukzessive der Öffentlichkeit zur Verfügung gestellt.